# Barış Esen
Barış Esen (* 3. November 1986 in Antalya) ist ein türkischer Schachspieler.
Er spielte bei fünf Schacholympiaden: 2006, 2010 bis 2016. Außerdem nahm er an zwei Mannschaftsweltmeisterschaften: 2010 und  2013 und fünfmal an der Europäischen Mannschaftsmeisterschaft (2005 bis 2009, 2013 und 2015) teil.
Bei der Schach-Weltpokal 2011 in Chanty-Mansijsk scheiterte er in der ersten Runde an Oleksandr Mojissejenko.